# Michał Kita
Michał Kita (ur. 18 maja 1980 w Zabrzu) – polski zawodnik mieszanych sztuk walki (MMA) wagi ciężkiej. Walczył m.in. w Bellator FC, M-1 Global, MMA Attack, Fighters Arena, TFL, Babilon MMA, FEN oraz KSW. Aktualnie jest związany z chorwacką organizacją FNC. 

## Wczesne życie i przeszłość sportowa
Urodzony i wychowany w Zabrzu w wieku pięciu lat zaczął trenować zapasy. W stylu wolnym trenował je przez kolejne 13 lat, gdzie zdobył dwa medale mistrzostw Polski. W późniejszych latach udał się na emigrację na wyspy w celach zarobkowych. Na początku pracował jako pomoc kuchenna. W związku z tym, że po pracy miał dużo wolnego czasu postanowił rozpocząć treningi MMA. Rok pracował i trenował w Anglii w Southampton, jednak z czasem przeniósł się do Holandii. Tam mieszkając u znajomego przez 3 lata trenował głównie umiejętności stójkowe. Po wygranych walkach turniejowych w Nowosybirsku powrócił do Polski i założył własny klub.

## Kariera MMA

### M-1 Global i turniej IAFC
Karierę w MMA rozpoczął 4 listopada 2006 roku wygranym pojedynkiem z Brytyjczykiem Ryanem White'em. Do czasu debiutu w M-1 Global toczył głównie pojedynki na terenie Anglii.
W swoim debiucie w M-1 Global przegrał z Hiszpanem Rogentem Lloretem. W M-1 Global stoczył jeszcze trzy walki, wszystkie wygrał w 1. rundzie.
28 listopada 2009 roku wygrał w turnieju IAFC - Champion's Cup 2009 w Nowosybirsku. Kita pokonał wszystkich swoich rywali (m.in. Aleksieja Olejnika i Bagę Agajewa) przez TKO (ciosy pięściami) w 1. rundzie i wygrał 20 tysięcy dolarów.

### Lata 2010-2014
12 czerwca 2010 roku na gali BOTE Gdynia 2 zmierzył się z Damianem Grabowskim. Kita przegrał w pierwszej rundzie na skutek głębokiego rozcięcia łuku brwiowego spowodowanego przez pedeladę Grabowskiego w parterze.
30 września 2010 roku wystąpił w ćwierćfinale turnieju wagi ciężkiej organizacji Bellator Fighting Championships, jego przeciwnikiem był Amerykanin Dave Herman. Amerykanin poddał Polaka w 1. rundzie.
26 marca 2011 roku na gali Fighters Arena Łódź 2 przegrał z Łotyszem Konstantinem Gluhovem.
5 listopada 2011 roku na gali MMA Attack 1 wygrał z byłym mistrzem UFC Ricco Rodriguezem przez jednogłośną decyzję sędziów.
24 marca 2012 roku na gali Oktagon Italy 2012 w Mediolanie stoczył w zastępstwie za kontuzjowanego Pedro Rizzo pojedynek z Valentijnem Overeemem, który wygrał przez poddanie (duszenie gilotynowe) już w 1. rundzie.
W 2012 roku ponownie związał się z Fighters Arena. Jego drugi pojedynek w tej organizacji został zaplanowany na 29 września w Łodzi, a pierwotnie rywalem Kity miał być Amerykanin Chris Barnett ale w dzień gali został zatrzymany na lotnisku w USA z powodu problemów z paszportem i nie pozwolono mu wylecieć do Polski. Natychmiast w zastępstwo zakontraktowano debiutującego na zawodowych ringach Damiona Martindala, który ostatecznie szybko uległ Kicie przez TKO w 1. rundzie.
2 marca 2013 roku na pierwszej gali MMA organizowanej w Częstochowie pokonał w dramatycznych okolicznościach, walczącego już wcześniej w Polsce, Fina Toniego Valtonena, który w 2. rundzie przy próbie zadania niskiego kopnięcia w nogę Kity złamał kość piszczelową. Wcześniej przez całą 1. rundę Kita dominował akcjami bokserskimi.
23 maja 2013 roku po serii zwycięstw w Fighters Arena dostał szanse stoczenia pojedynku o pas mistrza w wadze ciężkiej z Amerykaninem D.J.-em Lindermanem. Kita ostatecznie przegrał z Amerykaninem przez TKO w 2. rundzie, który przeważał zapaśniczo i kondycyjnie nad Polakiem.
Na gali Pro MMA Challenge 1: Narodziny, która odbyła się 1 marca 2014 roku pokonał Amerykanina Mike'a Wessela przez TKO w 2 rundzie

### Początki w KSW i Babilon MMA
14 września 2015 ogłoszono, że podpisał kontrakt z Konfrontacją Sztuk Walki. W pierwszej walce dla tej organizacji, na gali KSW 33: Khalidov vs. Materla przegrał przez nokaut w 2 rundzie w pojedynku o pas wagi ciężkiej z mistrzem Karolem Bedorfem.
W drugiej walce dla KSW 1 października 2016 roku na wydarzeniu KSW 36: Trzy Korony poddał duszeniem gilotynowym Michała Włodarka.
27 maja 2017 roku zmierzył się z Michałem Andryszakiem podczas KSW 39: Colosseum. Po minucie i 14 sekundach przegrał przez poddanie.
Na gali XFN 3, która odbyła się w stolicy Czech przegrał walkę przez TKO z byłym zawodnikiem UFC Viktorem Peštą.
25 stycznia 2019 roku zadebiutował w organizacji Babilon MMA. Po krwawym starciu w walce wieczoru zwyciężył jednogłośną decyzją z Arturem Głuchowskim.
Podczas gali Babilon MMA 8: Babilon Fight Night 1, która odbyła się 31 maja 2019 roku zremisował z Łukaszem Brzeskim. W drugiej części rundy Brzeski sfaulował Kitę uderzeniem głową, za co stracił 1 punkt.
Na Babilon MMA 9: Kita vs. Oliveira 16 lipca 2019 przegrał z Brazylijczykiem Ednaldem Oliveirą przez niejednogłośną decyzję sędziów.

### Walka w FEN i powrót do KSW
Następnie stoczył jedną walkę w organizacji Fight Exclusive Night (gala FEN 28). W niespełna minutę od rozpoczęcia pojedynku zwyciężył przez techniczny nokaut z Igorem Pokrajacem.
29 sierpnia 2020 roku po ponad 3 latach powrócił do KSW, udanie rewanżując się Michałowi Andryszakowi podczas gali KSW 54: Gamrot vs. Ziółkowski. Zwyciężył walkę przez techniczny nokaut w 1 rundzie. Po walce został nagrodzony bonusem za nokaut wieczoru.
19 grudnia 2020 podczas gali KSW 57: De Fries vs. Kita w Łodzi, stoczył po raz drugi pojedynek o pas mistrzowski KSW w wadze ciężkiej. Przeciwnikiem „Masakry” był Anglik Phil De Fries. Walka skończyła w drugiej rundzie wygraną ówczesnego mistrza przez TKO.
Oczekiwano, że w kolejnym pojedynku jego rywalem zostanie Jay Silva. 25 maja ogłoszono, że Amerykanin wypadł z walki, a na jego miejsce do starcia z Kitą wszedł Serb Darko Stošić. Kita przegrał walkę przez techniczny nokaut w pierwszej rundzie na gali KSW 61: To Fight or Not To Fight w Ergo Arenie.
18 grudnia 2021 na gali KSW 65: Khalidov vs. Soldić w Gliwicach, zmierzył się ze zwycięzca pierwszego turnieju Wotore (pierwszej polskiej federacji organizującej walki na gołe pięści) – Markiem Samociukiem. Kita ubił rywala w pierwszej rundzie.
19 marca 2022 podczas KSW 68: Parnasse vs. Rutkowski w Radomiu, przegrał przez TKO w drugiej rundzie z brazylijsko-niemieckim byłym piłkarzem, Ricardo Praselem.
10 września 2022 na KSW 74: De Fries vs. Prasel w Ostrowie Wielkopolskim, został ponownie znokautowany w rewanżowej walce przez Darko Stošicia, jednak tym razem w drugiej odsłonie.
Podczas gali KSW 79: De Fries vs. Duffee, która odbyła się 25 lutego 2023 w Libercu, zawalczył z Danielem Omielańczukiem, zastępując schorowanego Viktora Peštę. Kita powrócił na ścieżkę zwycięstw, wygrywając z rywalem przez TKO w trzeciej rundzie.
11 stycznia 2024 ogłoszono, że zakończył współpracę z KSW i nie przedłużył kontraktu z organizacją.

### FNC
Pod koniec stycznia 2025 roku, podpisał kontrakt z chorwacką organizacją Fight Nation Championship. W debiucie dla tej organizacji zmierzył się z Miranem Fabjanem. Polsko-słoweńskie starcie wieczoru odbyło się 12 kwietnia 2025 na gali FNC 22 w Lublanie. W pierwszej rundzie został znokautowany ciosami młotkowymi w parterze.

## Lista zawodowych walk w MMA
| Wynik     | Bilans  | Przeciwnik (bilans przed walką)    | Rozstrzygnięcie                                            | Runda | Czas | Rozgrywki                               | Data       | Miejsce             | Uwagi                                                                         |
| --------- | ------- | ---------------------------------- | ---------------------------------------------------------- | ----- | ---- | --------------------------------------- | ---------- | ------------------- | ----------------------------------------------------------------------------- |
| Przegrana | 22-16-1 | Miran Fabjan (6-3)                 | KO (ciosy młotkowe w parterze)                             | 1     | 3:38 | FNC 22: Fabjan vs. Kita                 | 12.04.2025 | Lublana             | Debiut w FNC. Main Event                                                      |
| Wygrana   | 22-15-1 | Daniel Omielańczuk (26-13-1. 1 NC) | TKO (ciosy pięściami w parterze)                           | 3     | 2:06 | KSW 79: De Fries vs. Duffee             | 25.02.2023 | Liberec             |                                                                               |
| Przegrana | 21-15-1 | Darko Stošić (16-5)                | KO (lewy sierpowy w stójce i ciosy pięściami w parterze)   | 2     | 2:31 | KSW 74: De Fries vs. Prasel             | 10.09.2022 | Ostrów Wielkopolski |                                                                               |
| Przegrana | 21-14-1 | Ricardo Prasel (11-3)              | TKO (ciosy pięściami w parterze)                           | 2     | 2:00 | KSW 68: Parnasse vs. Rutkowski          | 19.03.2022 | Radom               |                                                                               |
| Wygrana   | 21-13-1 | Marek Samociuk (3-1)               | TKO (ciosy pięściami w parterze)                           | 1     | 3:21 | KSW 65: Khalidov vs. Soldić             | 18.12.2021 | Gliwice             |                                                                               |
| Przegrana | 20-13-1 | Darko Stošić (14-4)                | TKO (prawy sierpowy w stójce i ciosy pięściami w parterze) | 1     | 4:05 | KSW 61: To Fight or Not To Fight        | 05.06.2021 | Gdańsk/Sopot        |                                                                               |
| Przegrana | 20-12-1 | Phil De Fries (20-11-1)            | TKO (ciosy pięściami w parterze)                           | 2     | 0:50 | KSW 57: De Fries vs. Kita               | 19.12.2020 | Łódź                | Pojedynek o pas mistrzowski KSW w wadze ciężkiej. Main Event                  |
| Wygrana   | 20-11-1 | Michał Andryszak (21-8. 1 NC)      | TKO (ciosy pięściami)                                      | 1     | 2:34 | KSW 54: Gamrot vs. Ziółkowski           | 29.08.2020 | Warszawa            | Bonus za nokaut wieczoru.                                                     |
| Wygrana   | 19-11-1 | Igor Pokrajac (29-14)              | TKO (ciosy pięściami w parterze)                           | 1     | 0:37 | FEN 28: Lotos Fight Night               | 13.06.2020 | Nieporaz            |                                                                               |
| Przegrana | 18-11-1 | Ednaldo Oliveira (19-5-1)          | Decyzja (niejednogłośna)                                   | 3     | 5:00 | Babilon MMA 9: Kita vs. Oliveira        | 16.08.2019 | Międzyzdroje        | Main Event                                                                    |
| Remis     | 18-10-1 | Łukasz Brzeski (6-1)               | Remis (jednogłośny)                                        | 3     | 5:00 | Babilon MMA 8: Babilon Fight Night 1    | 31.05.2019 | Pruszków            |                                                                               |
| Wygrana   | 18-10   | Artur Głuchowski (6-5)             | Decyzja (jednogłośna)                                      | 3     | 5:00 | Babilon MMA 7: Kita vs. Głuchowski      | 25.01.2019 | Żyrardów            | Main Event                                                                    |
| Przegrana | 17-10   | Viktor Pešta (10-4)                | TKO (ciosy pięściami)                                      | 2     | 4:39 | XFN 3                                   | 25.06.2017 | Praga               |                                                                               |
| Przegrana | 17-9    | Michał Andryszak (18-6. 1 NC)      | Poddanie (duszenie anakonda)                               | 1     | 1:14 | KSW 39: Colosseum                       | 27.05.2017 | Warszawa            |                                                                               |
| Wygrana   | 17-8    | Michał Włodarek (7-1)              | Poddanie (duszenie gilotynowe)                             | 1     | 4:47 | KSW 36: Trzy Korony                     | 01.10.2016 | Zielona Góra        |                                                                               |
| Przegrana | 16-8    | Karol Bedorf (12-2)                | KO (wysokie kopnięcie w głowę)                             | 2     | 2:46 | KSW 33: Materla vs. Khalidov            | 28.11.2015 | Kraków              | Debiut w KSW. Pojedynek o mistrzowski pas KSW w wadze ciężkiej. Co-Main Event |
| Wygrana   | 16-7    | Mike Wessel (13-6)                 | TKO (ciosy pięściami)                                      | 1     | 2:11 | Pro MMA Challenge 1: Narodziny          | 01.03.2014 | Wrocław             | Co-Main Event                                                                 |
| Wygrana   | 15-7    | D.J. Linderman (16-6)              | Decyzja (jednogłośna)                                      | 3     | 5:00 | ThunderStrike Fight League 2            | 30.11.2013 | Zabrze              |                                                                               |
| Przegrana | 14-7    | D.J. Linderman (14-5)              | TKO (ciosy pięściami i uderzenia łokciami)                 | 2     | 2:51 | Fighters Arena 8: Night of Heavyweights | 24.05.2013 | Bełchatów           | Pojedynek o mistrzowski pas Fighters Arena w wadze ciężkiej. Main Event       |
| Wygrana   | 14-6    | Toni Valtonen (27-13)              | TKO (kontuzja - złamany piszczel)                          | 2     | 1:10 | Fighters Arena 6: Masakra               | 02.03.2013 | Częstochowa         | Main Event                                                                    |
| Wygrana   | 13-6    | Damion Martindale (0-0)            | TKO (ciosy pięściami)                                      | 1     | 3:01 | Fighters Arena 3: Powrót                | 29.09.2012 | Łódź                | Main Event                                                                    |
| Wygrana   | 12-6    | Valentijn Overeem (33-29)          | Poddanie (duszenie gilotynowe)                             | 1     | 1:23 | Oktagon Italy 2012                      | 24.03.2012 | Mediolan            |                                                                               |
| Wygrana   | 11-6    | Ricco Rodriguez (47-12)            | Decyzja (jednogłośna)                                      | 2     | 5:00 | MMA Attack 1                            | 05.11.2011 | Warszawa            | Co-Main Event                                                                 |
| Przegrana | 10-6    | Konstantīns Gluhovs (14-6)         | TKO (niezdolność do walki)                                 | 2     | 5:00 | Fighters Arena 2: Łódź                  | 26.03.2011 | Łódź                |                                                                               |
| Przegrana | 10-5    | Dave Herman (18-2)                 | Poddanie (omoplata)                                        | 1     | 3:16 | Bellator FC 31                          | 30.09.2010 | Lake Charles        | Ćwierćfinał turnieju Bellator wagi ciężkiej.                                  |
| Przegrana | 10-4    | Damian Grabowski (11-0)            | TKO (rozcięcie)                                            | 1     | 3:25 | BOTE Gdynia 2                           | 12.06.2010 | Gdynia              |                                                                               |
| Wygrana   | 10-3    | Aleksiej Olejnik (38-5-1)          | TKO (ciosy pięściami)                                      | 1     | 1:17 | IAFC - Champion's Cup 2009              | 28.11.2009 | Nowosybirsk         | Finał turnieju wagi ciężkiej.                                                 |
| Wygrana   | 9-3     | Wenbo Liu (4-3)                    | TKO (ciosy pięściami)                                      | 1     | 2:55 | IAFC - Champion's Cup 2009              | 28.11.2009 | Nowosybirsk         | Półfinał turnieju wagi ciężkiej.                                              |
| Wygrana   | 8-3     | Baga Agajew (17-8)                 | TKO (ciosy pięściami)                                      | 1     | 2:13 | IAFC - Champion's Cup 2009              | 28.11.2009 | Nowosybirsk         | Ćwierćfinał turnieju wagi ciężkiej.                                           |
| Wygrana   | 7-3     | Lloyd Marshbanks (19-8)            | Poddanie (ciosy pięściami)                                 | 1     | 1:50 | M-1 Global - Breakthrough               | 28.08.2009 | Kansas              |                                                                               |
| Wygrana   | 6-3     | Liron Wilson (3-2)                 | TKO (ciosy pięściami)                                      | 1     | 3:55 | M-1 Challenge 16 - USA                  | 05.06.2009 | Kansas              |                                                                               |
| Wygrana   | 5-3     | Achmied Sułtanow (6-2)             | TKO (ciosy pięściami)                                      | 1     | 2:30 | M-1 Challenge 13 - Bułgaria             | 28.03.2009 | Burgas              |                                                                               |
| Przegrana | 4-3     | Rogent Lloret (4-1)                | Poddanie (dźwignia na staw łokciowy)                       | 1     | 2:09 | M-1 Challenge 10 - Finlandia            | 26.11.2008 | Helsinki            |                                                                               |
| Przegrana | 4-2     | Gilbert Yvel (33-12-1)             | KO (cios pięścią)                                          | 2     | 0:02 | Gentleman Fight Night 5                 | 24.05.2008 | Tilburg             | Main Event                                                                    |
| Wygrana   | 4-1     | Herman Gipson (0-1)                | Poddanie (kimura)                                          | 1     | 1:06 | Cage Wars 10                            | 15.03.2008 | Glasgow             |                                                                               |
| Wygrana   | 3-1     | Chris Crossan (0-0)                | Poddanie (klucz)                                           | 1     | 0:57 | BG 8 - Battleground 8                   | 16.02.2008 | Middlesbrough       | Zdobył pas mistrzowski Europy Battleground wagi ciężkiej.                     |
| Przegrana | 2-1     | Neil Bragg (1-0)                   | TKO                                                        | 2     | ?    | War in Workington 3                     | 17.03.2007 | Workington          |                                                                               |
| Wygrana   | 2-0     | Aaron Walton (0-0)                 | TKO (ciosy pięściami)                                      | 1     | 0:53 | UK-1 - Fight Night                      | 18.11.2006 | Londyn              |                                                                               |
| Wygrana   | 1-0     | Ryan White (3-1)                   | Poddanie (duszenie zza pleców)                             | 1     | 1:27 | ZT Fight Night 4                        | 04.11.2006 | Londyn              |                                                                               |

## Lista walk w kick-boxingu
| Wynik   | Bilans | Przeciwnik    | Rozstrzygnięcie       | Runda | Czas | Rozgrywki                                      | Data       | Miejsce | Uwagi         |
| ------- | ------ | ------------- | --------------------- | ----- | ---- | ---------------------------------------------- | ---------- | ------- | ------------- |
| Wygrana | 1-0    | Denis Górniak | Decyzja (jednogłośna) | 3     | 3:00 | DSF Kickboxing Challenge 16: Śląskie Tąpnięcie | 01.06.2018 | Zabrze  | Co-Main Event |